# 金沟屯镇
金沟屯镇，是中华人民共和国河北省承德市滦平县下辖的一个镇。

## 行政区划
金沟屯镇下辖以下地区：
金沟屯村、下瓦房村、下营村、柳家台村、大杨树沟门村、滦河沿村、丁营村、下甸子村、云盘山村、荒地村、三道湾村、梁后村和大黑沟村。